# Deschampsia angusta
Deschampsia angusta là một loài cỏ thuộc họ Poaceae.
Loài này có ở Kenya và Uganda.
Môi trường sống tự nhiên của chúng là đất ngập nước vùng núi cao.